# Orlík nad Vltavou
Orlík nad Vltavou es una población de la región de Bohemia del sur en la República Checa. Anteriormente se llamaba Staré Sedlo.
Se encuentra situada en la orilla izquierda del río Moldava, sobre la Presa Orlík. Cerca de la población se encuentra el Castillo Orlík, rodeado por un enorme parque y una reserva de caza. Pertenece a la Casa de Schwarzenberg pero normalmente está abierto al público durante el verano (a menudo es visitado por turistas checos y alemanes). La aldea, que anteriormente se llamaba Staré Sedlo, terminó recibiendo el nombre del castillo. nad Vltavou significa en checo "sobre el río Vltava" (Moldau o Moldava).
La población es fácilmente accesible en coche o autobús. Se encuentra en una encrucijada de rutas de norte a sur de Praga - Písek y de este a o oeste Březnice-Tábor.

## Galería

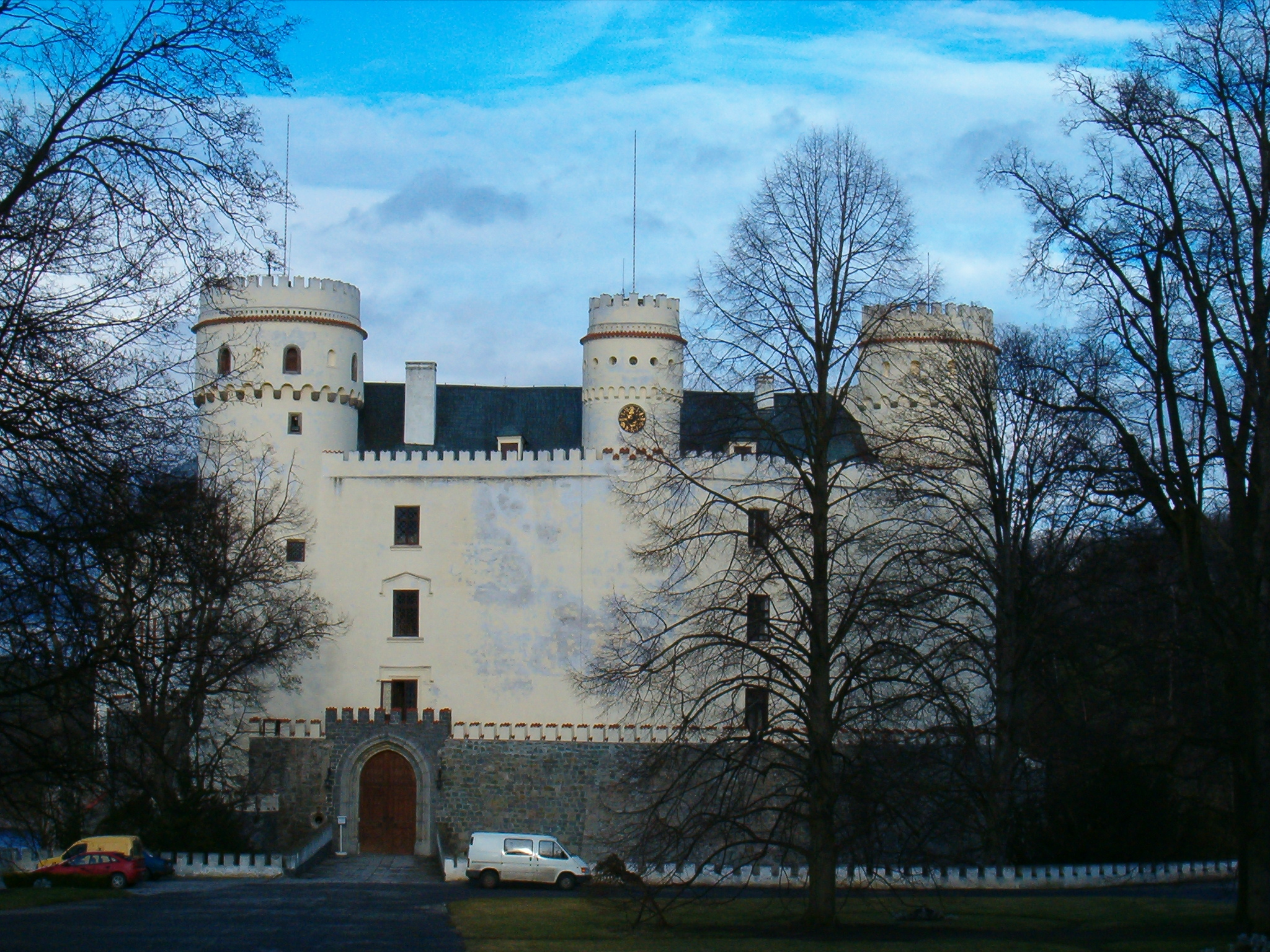
Castillo Orlík
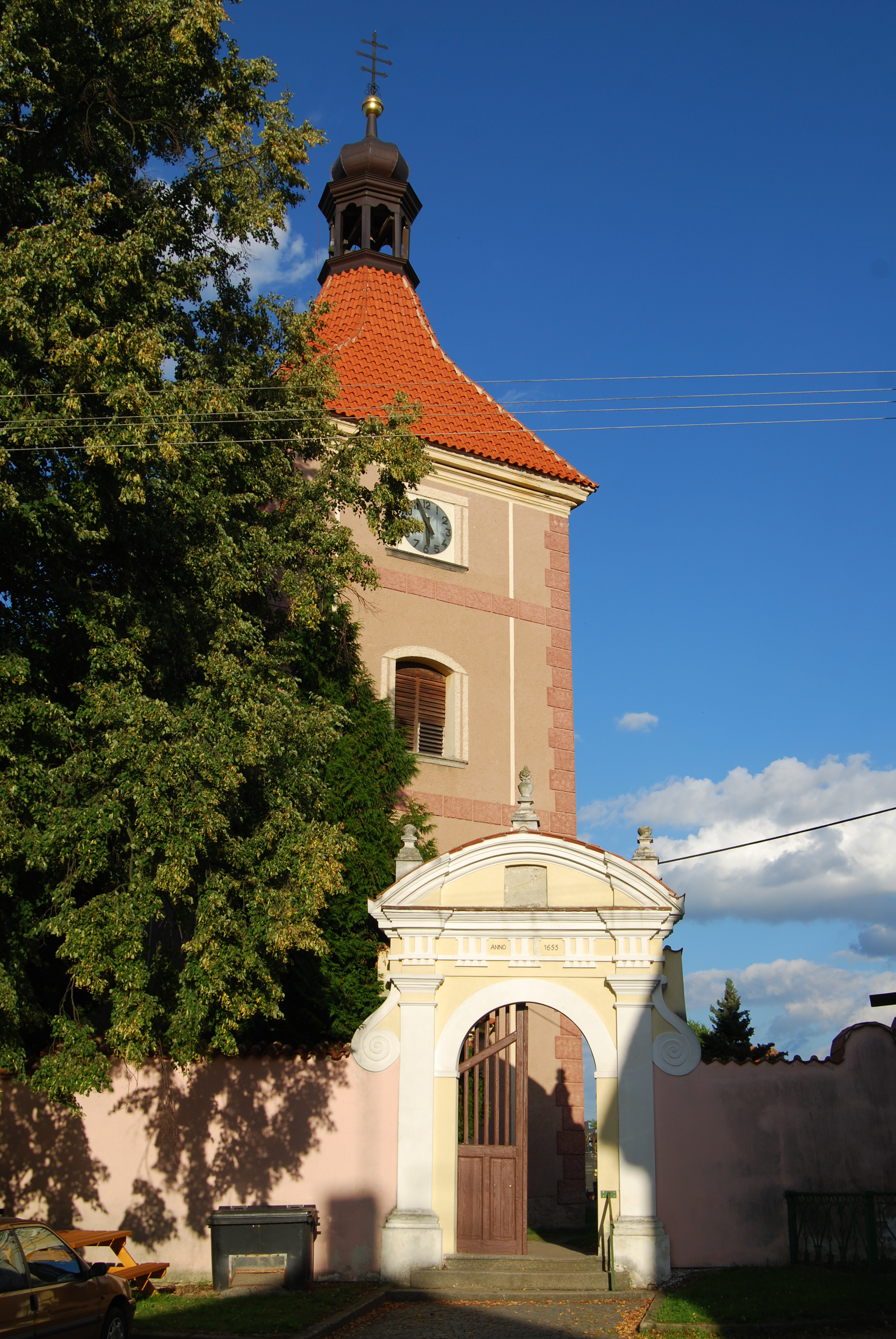
Iglesia de San Procopio
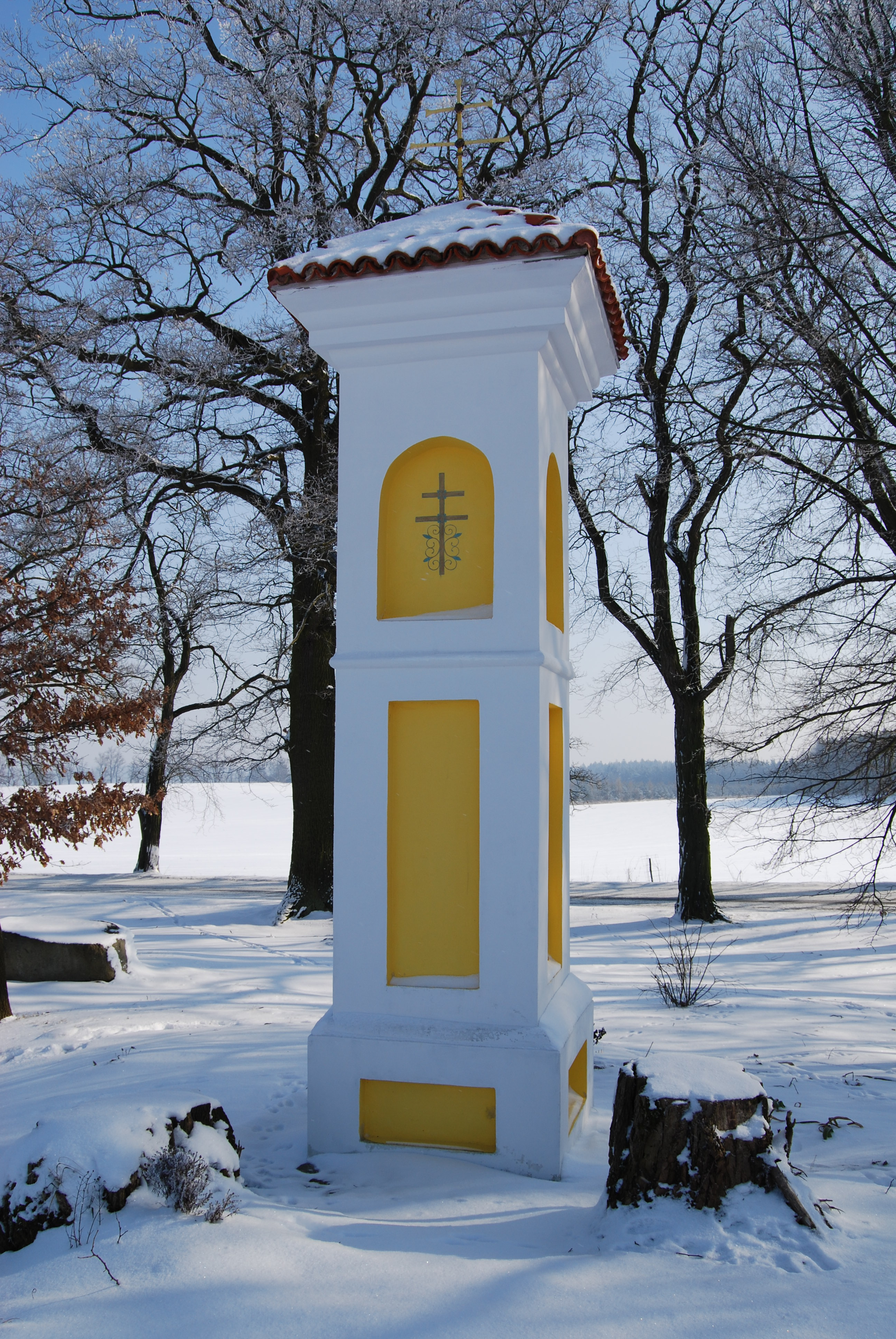
Capilla al lado del camino
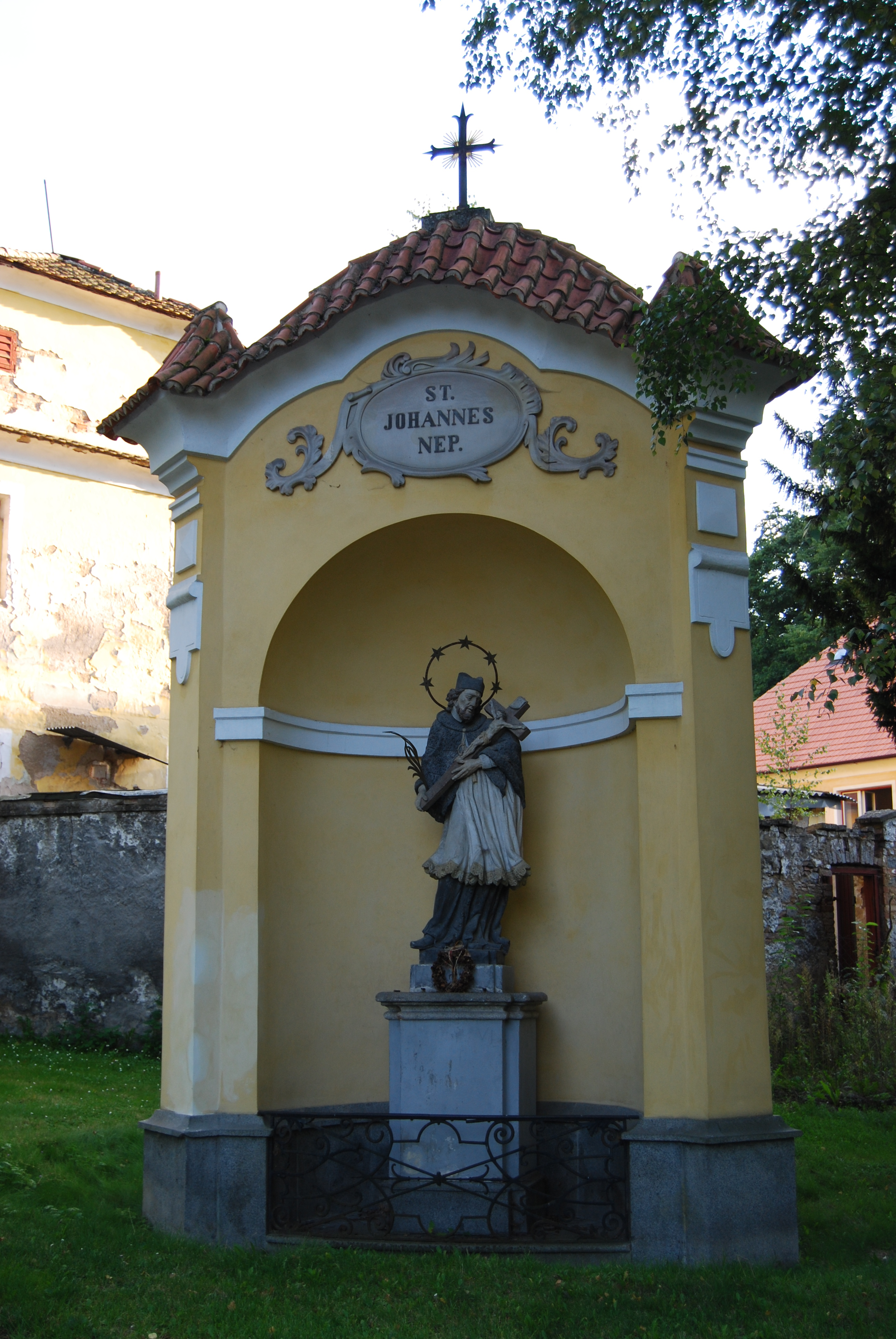
Capilla de San Juan Nepomuceno
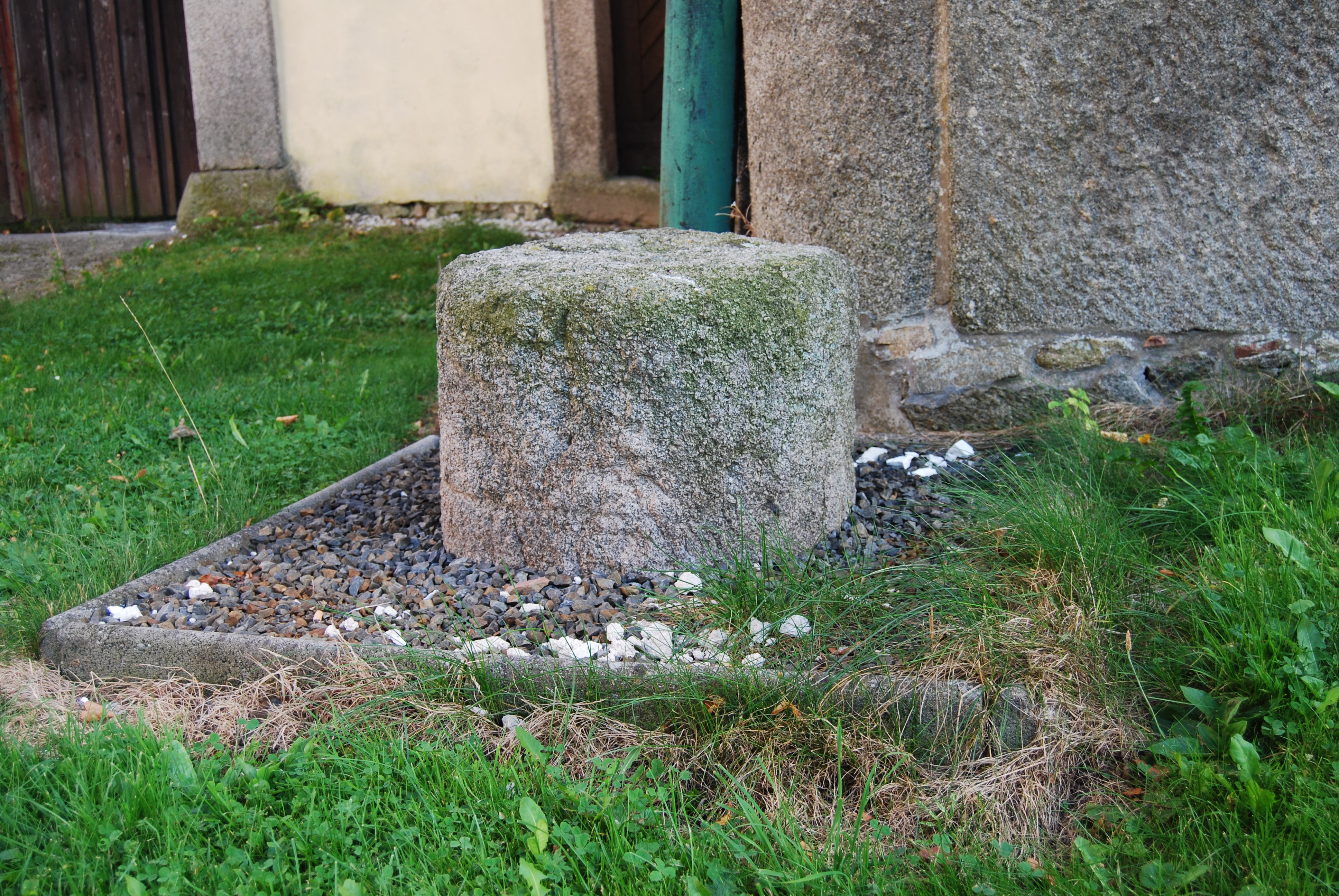
Picota
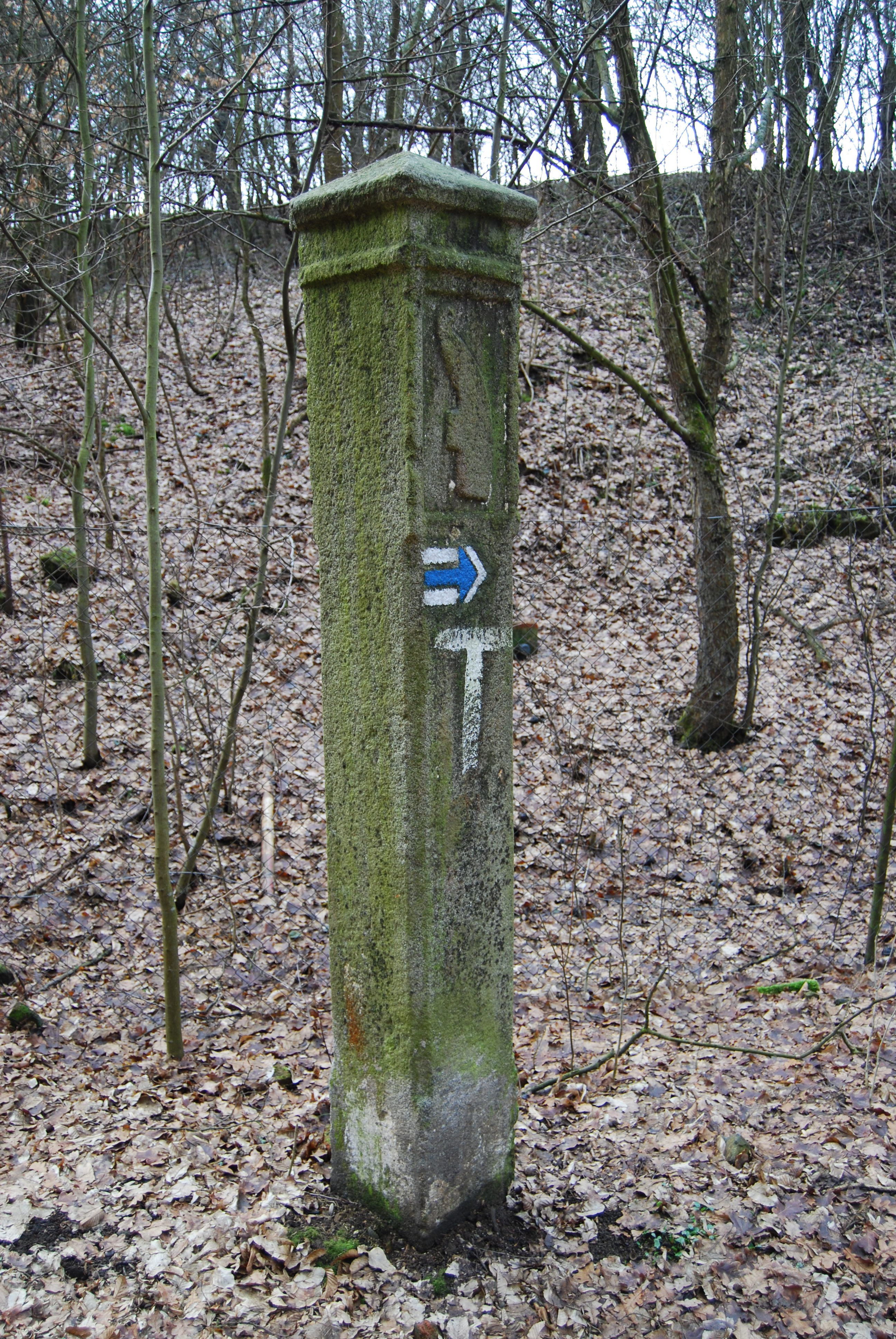
Marcador de ruta